# ریوتارو مشینو
ریوتارو مشینو (ژاپنی: 食野 亮太郎؛ زادهٔ ۱۸ ژوئن ۱۹۹۸) بازیکن فوتبال اهل ژاپن است.
از باشگاه‌هایی که در آن بازی کرده‌است می‌توان به گامبا اوساکا و هارت آف میدلوتیان اشاره کرد.